# Cordelgambiet
Het Cordelgambiet is in de opening van een schaakpartij een variant van de schaakopening Spaans. Dit gambiet werd voor het eerst gespeeld door de Duitse schaker Oscar Cordel die in het midden van de 19e eeuw leefde. Zwart biedt hierbij een pion aan in ruil voor een sterk centrum en een snellere ontwikkeling. De beginzetten van dit gambiet zijn: 1.e4 e5 2.Pf3 Pc6 3.Lb5 Lc5 4.c3 f5
Eco-code C 64.
Dit gambiet is ingedeeld bij de open spelen.